# قاشقابلاغ سفلی
قاشقابلاغ سفلی، روستایی از توابع بخش مرکزی شهرستان چالدران در استان آذربایجان غربی ایران است.

## جمعیت
این روستا در دهستان چالدران جنوبی قرار دارد و براساس سرشماری مرکز آمار ایران در سال ۱۳۹۶، جمعیت آن ۱۶۴ نفر (۲۸خانوار) بوده‌است.